# Non ti dimentico (Modà)
Non ti dimentico è un singolo del gruppo musicale italiano Modà, pubblicato il 12 febbraio 2025 come terzo estratto dal nono album in studio 8 canzoni.
Il brano è stato presentato in gara durante la 75ª edizione del Festival di Sanremo, dove si è classificato al ventiduesimo posto al termine della manifestazione.

## Antefatti e descrizione
Il brano è scritto dallo stesso Kekko Silvestre, che ha anche curato la produzione con Enrico Palmosi, in arte Kikko. Esso, avendo segnato la quinta partecipazione del gruppo al Festival di Sanremo, è stato descritto in un'intervista in conferenza stampa:

## Promozione
Dopo la conferma del gruppo tra i big in gara al Festival di Sanremo 2025, annunciata da Carlo Conti al TG1 il 1º dicembre 2024, il titolo del brano è stato rivelato il 18 dicembre nel corso della finale della diciottesima edizione del concorso canoro Sanremo Giovani.

## Video musicale
Il video musicale, diretto da Roberto Chierici, è stato pubblicato in concomitanza all'uscita del brano attraverso il canale YouTube del gruppo.

## Tracce
Testi e musiche di Francesco Silvestre.
1. Non ti dimentico – 3:25

## Classifiche
| Classifica (2025) | Posizione massima |
| ----------------- | ----------------- |
| Italia            | 29                |